# Oscar Almgren
Oscar Almgren (ur. 9 grudnia 1869, zm. 13 maja 1945 w Uppsali) – szwedzki archeolog, profesor Uniwersytetu w Uppsali. 
W 1908 roku został pierwszym szwedzkim profesorem archeologii skandynawskiej. Zajmował się epoką brązu i żelaza. Jego praca nt. fibul skandynawskich i środkowoeuropejskich (znana pt. Studien über nordeuropäische Fibelformen der ersten nachchristlichen Jahrhunderte, mit Berücksichtigung der provinzialrömischen und südrussischen Formen –dosł. pol. Badania nad północnoeuropejskimi formami fibul z pierwszych stuleci naszej ery z uwzględnieniem form prowincjonalno-rzymskich i południoworuskich) opublikowana w 1897, jest aktualna do dziś. Uważana się ją za najlepszą typologię tego typu zabytków, przydatną w klasyfikacji i datowaniu.

## Prace
- Studien über nordeuropäische Fibelformen der ersten nachchristlichen Jahrhunderte. Sztokholm 1897. wydanie poprawione Lipsk 1923.
- Kung Björns hög och andra fornlämningar vid Håga på föranstaltande af Prins Gustav Adolf undersökta 1902-03. Sztokholm 1905.
- Zur Bedeutung des Markomannenreiches. Mannus 1913.
- Die ältere Eisenzeit Gotlands : nach den in Statens Historiska Museum, Stockholm aufbewahrten Funden und Ausgrabungsberichten dargestellt. Sztokholm 1914.
- Svenska folkets äldsta öden : ett par inledningskapitel till vår historia. Uppsala 1920.
- Hällristningar och kultbruk : bidrag till belysning av de nordiska bronsåldersristningarnas innebörd. Sztokholm 1926-27.
- Nordische Felszeichnungen als religiöse Urkunden. Frankfurt nad Menem 1934.
- Sveriges fasta fornlämningar från hednatiden. Uppsala 1934.